# قلب و روح (فیلم ۱۹۴۸)
قلب و روح (ایتالیایی: Cuore) فیلمی در ژانر درام به کارگردانی ویتوریو دسیکا و دویلیو کولتی است که در سال ۱۹۴۸ منتشر شد. از بازیگران آن می‌توان به ویتوریو دسیکا، کارلو تامبرلانی، انتسو چروزیکو، نریو برناردی، آرتورو براگالیا، ککو ریسونه و لوئیجی پاوزه اشاره کرد. این فیلم با نام قلب نیز شناخته می‌شود.